# Georges Lamia
Georges Lamia (* 14. März 1933 in El Kala; † 10. März 2014 in Nizza) war ein französischer Fußballtorwart algerischer Abstammung. Er galt als einer der besten Torhüter der späten 1950er Jahre; er wurde beschrieben als spektakulärer Torhüter, der mutig in seinen Ausflügen, stark auf der Linie und auch in der Strafraumbeherrschung war.

## Karriere

### Vereine
Lamia begann in Bône in der algerischen Provinz Annaba mit dem Fußballspielen. Im Jahr 1956 nach Frankreich gelangt, spielte er für den OGC Nizza, zunächst in der Jugendmannschaft und im Verlauf für deren Zweite Mannschaft. Von 1957 bis 1963 war er für die Erste Mannschaft in der Division 1 aktiv. Während seiner Vereinszugehörigkeit, in der er 210 Punktspiele bestritten hatte, gewann er mit der 1959 errungenen Meisterschaft sogleich seinen ersten Titel. International kam er im Wettbewerb um den Europapokal der Landesmeister 1959/60 in sieben Spielen zum Einsatz, bevor er mit seiner Mannschaft im Viertelfinalrückspiel bei Real Madrid mit 0:4 verlor und aus dem Wettbewerb ausschied. Im Hinspiel gehörte er der Mannschaft an, die als erste französische Mannschaft Real Madrid (mit 3:2) bezwingen konnte.
In der Saison 1963/64 bestritt er 32 von 34 Punktspielen für den Zweitligisten Le Havre AC. Obwohl in einem Teilnehmerfeld von 18 Mannschaften den siebten Platz eingenommen, stieg der Verein aufgrund der Lizenzrückgabe in die dritthöchste Spielklasse ab.
Anschließend Stade Rennes wieder in der Division 1 angehörig, bestritt er von 1964 bis 1966 57 Punkt- und elf Pokalspiele. Am 27. Mai 1965 gewann er den Vereinspokal, jedoch erst im Wiederholungsspiel mit 3:1 gegen den UA Sedan-Torcy, nachdem die erste Begegnung vier Tage zuvor mit 2:2 n. V. keinen Sieger hervorgebracht hatte. Für Stade Rennes kam er international im Wettbewerb um den Europapokal der Pokalsieger zum Einsatz, dabei bestritt er die beiden Vorrundenspiele gegen Dukla Prag; die 0:2-Niederlage im Hinspiel konnte im Rückspiel im heimischen Roazhon Park mit einem torlosen Remis nicht mehr egalisiert werden, das das Ausscheiden aus dem Wettbewerb bedeutete.

### Nationalmannschaft
Lamia kam im Zeitraum von 1959 bis 1962 in sieben Länderspielen für die A-Nationalmannschaft zum Einsatz. Sein Debüt gab er am 13. Dezember im Viertelfinalqualifikationsspiel für die Europameisterschaft 1960 gegen die Nationalmannschaft Österreichs, die in Paris mit 5:2 bezwungen wurde, wie auch am 27. März 1960 mit 4:2 im Rückspiel in Wien. 1959 bestritt er ein, 1960 zwei Freundschaftsländerspiele, wie auch eins am 22. Oktober 1962, seinem letzten Länderspiel, das im Stuttgarter Neckarstadion gegen die Nationalmannschaft Deutschlands mit 2:2 unentschieden endete. Seinen sportlichen Höhepunkt als Nationaltorhüter erlebte er wohl am 6. Juli 1960 im Parc des Princes in Paris mit dem Bestreiten des Halbfinales im Turnier der Europameisterschaft 1960, das mit 4:5 gegen die Nationalmannschaft Jugoslawiens jedoch verloren wurde.

## Erfolge
- Vierter der Europameisterschaft 1960
- Französischer Meister 1959
- Coupe Charles Drago-Finalist 1958
- Französischer Pokal-Sieger 1965
- Französischer Supercup-Finalist 1959, 1965